# Мотта Соарес, Давид
Дави́д Мо́тта Соа́рес (порт. David Motta Soares; род. 13 марта 1997, Кабу-Фриу, Рио-де-Жанейро) — бразильский артист балета, премьер Государственного балета Берлина. До 2022 года — ведущий солист Большого театра.

## Биография
Давид Мотта Соарес родился в Кабу-Фриу, штат Рио-де-Жанейро, Бразилия. Балетом увлекся случайно, сопровождая двоюродную сестру на занятиях классическим танцем: в 2007 году начал заниматься в балетной школе, где его преподавателем была Офелия Корвелло. Занятия проходили под эгидой Лайонс Клаб.
После балетного конкурса Youth America Grand Prix в Нью-Йорке был приглашен на летние интенсивные курсы Московской государственной академии хореографии (МГАХ) в Миддлбери (штат Коннектикут), после чего в возрасте 12 лет получил приглашение в МГАХ, где ему предстояло овладеть русским и английским языками. В академии исполнял па-де-де из балета «Арлекинада» («Миллионы Арлекина») на музыку Р. Дриго (хореография М. Петипа), «Большое классическое па» на музыку Д. Обера (хореография В. Гзовского) и партию в балете «L’amorosso» («Влюбленный») на музыку венецианских и неаполитанских композиторов (хореография Н. Дуато). В 2014 году исполнил партию Колена в балете «Тщетная предосторожность» П. Гертеля на Новой сцене Большого театра и принял участие в гастролях МГАХ в Милане и Риме.
Давид закончил МГАХ в 2015 году (педагог А. В. Смирнов, также занимался у М. О. Северцевой). На выпускном спектакле исполнил па-де-де из балета «Дон Кихот» Л. Минкуса. После окончания обучения принят в труппу Большого театра, где по июнь 2020 года репетировал под руководством педагога Владимира Никонова. В настоящее время репетирует с Виталием Бреусенко.
С первого сезона работы в Большом театре Давид исполняет сольные и ведущие партии в балетной классике и неоклассике, а также в современных постановках. Особенно успешен в романтическом амплуа jeune premier. Участвовал в гастролях Большого театра в Европе, Азии, Америке и Австралии.
В марте 2022 года принял решение о переезде в Европу в связи с российско-украинским конфликтом. В мае 2022 года принят в труппу Государственного балета Берлина на позицию премьера.

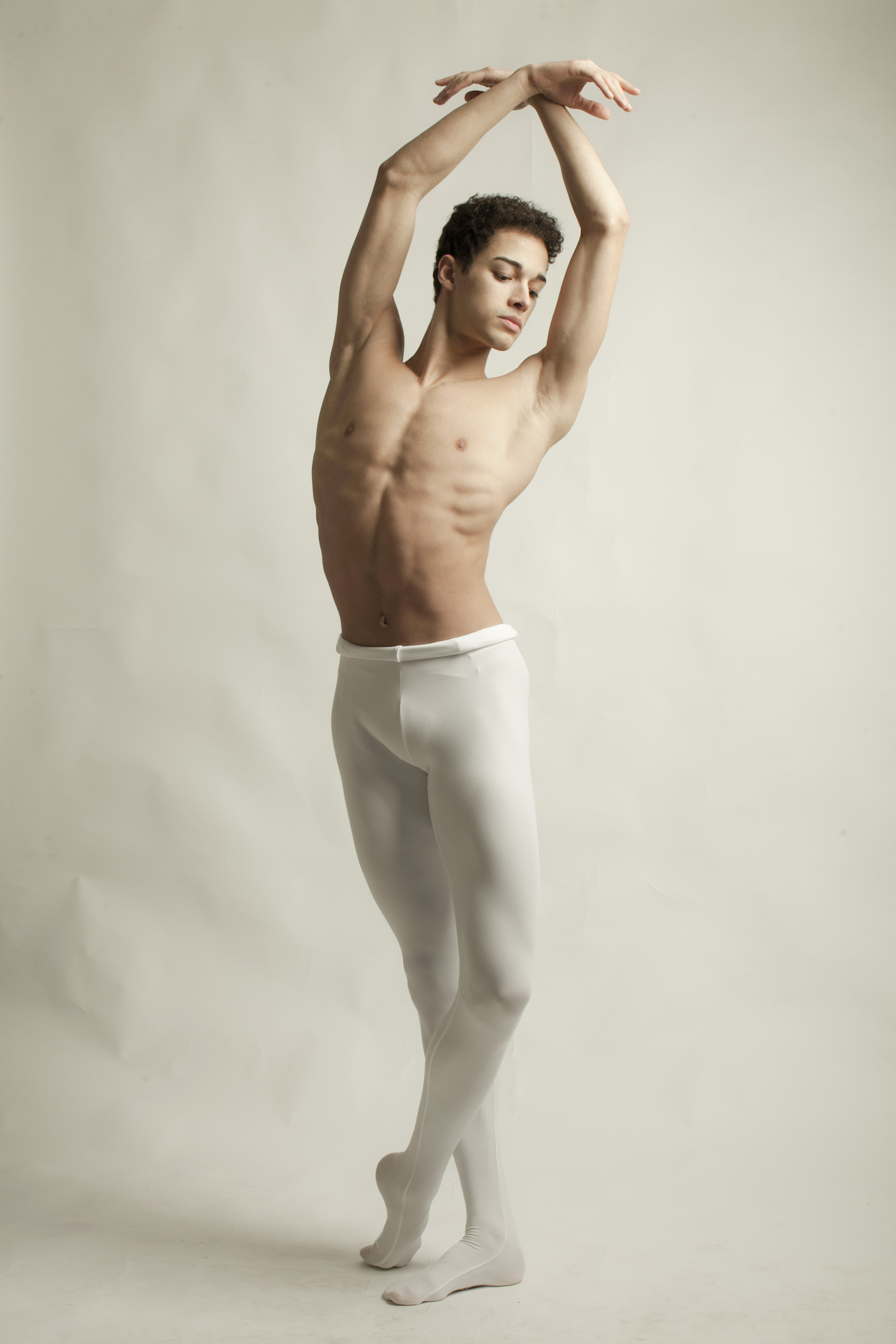
Давид Мотта Соарес — 2018

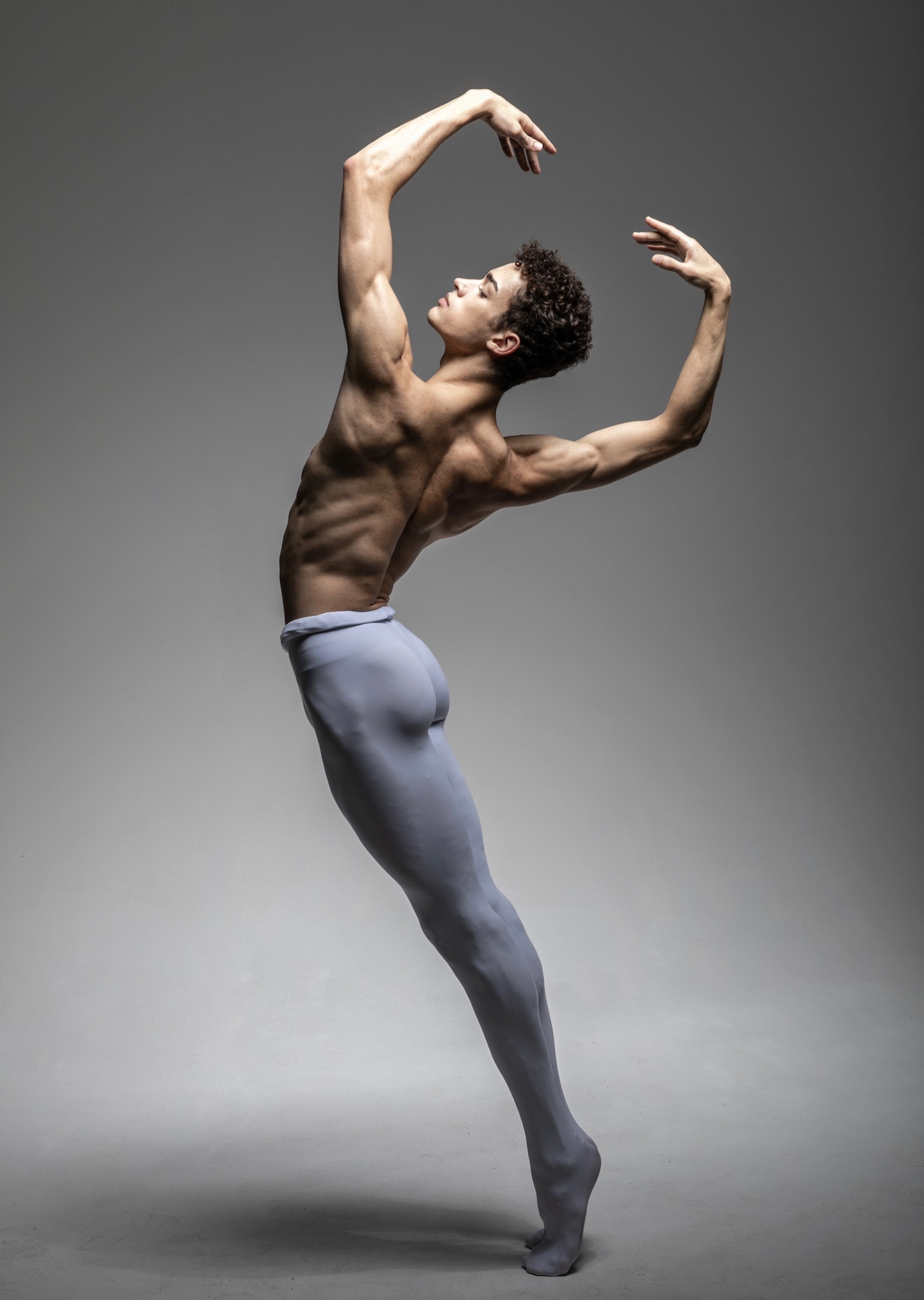
Давид Мотта Соарес — 2019

## Творчество

### Репертуар в Большом театре
2015
- «Щелкунчик», хореография Ю. Григоровича — Французская кукла

2016
- «Мойдодыр», хореография Ю. Смекалова — Замарашка
- «Раймонда», хореография М. Петипа, редакция Ю. Григоровича — гран па, Бернар
- «Жизель», хореография Ж. Коралли, Ж. Перро и М. Петипа, редакция Ю. Григоровича — Граф Альберт
- «Ромео и Джульетта», новая хореографическая редакция Ю. Григоровича — сверстник Джульеты
- «Бриллианты[англ.]», хореография Дж. Баланчина — солист
- «Изумруды[англ.]», хореография Дж. Баланчина — ведущая партия
- «Баядерка», хореография М. Петипа в редакции Ю. Григоровича — Золотой божок
- «Герой нашего времени» на музыку И. Демуцкого, хореография Ю. Посохова, режиссёр К. Серебренников, часть «Тамань» — Печорин
- «Щелкунчик», хореография Ю. Григоровича — Щелкунчик-принц

2017
- «Этюды[англ.]», хореография Х. Ландера[англ.] — премьер
- «Герой нашего времени» на музыку И. Демуцкого, хореография Ю. Посохова, режиссёр К. Серебренников, часть «Бэла» — Печорин
- «Пламя Парижа», балетмейстер А. Ратманский с использованием хореографии В. Вайнонена — Антуан Мистраль
- «Лебединое озеро», хореография во второй редакции Ю. Григоровича с использованием фрагментов хореографии М. Петипа, Л. Иванова и А. Горского — Злой гений
- «Кармен-сюита», хореография А. Алонсо — Тореро
- «Нуреев», на музыку И. Демуцкого, хореография Ю. Посохова, режиссер К. Серебренников — Гран гала — участник мировой премьеры балета

2018
- «Коппелия», хореография М. Петипа и Э. Чеккетти, редакция С. Вихарева — Франц
- «Дочь фараона», хореография П. Лакотта — Рыбак
- «Дон Кихот», хореография М. Петипа, А. Горского во второй редакции А. Фадеечева — Базиль
- «Петрушка», хореограф Эдвард Клюг[англ.] — Петрушка
- «Артефакт-сюита», хореография У. Форсайта — две пары и мужская вариация — участник премьеры в Большом театре
- «Ромео и Джульетта», хореография Алексея Ратманского — Ромео

2019
- «Дочь фараона», хореография П. Лакотта — Лорд Вильсон/Таор
- «Зимняя сказка[англ.]», хореография К. Уилдона — Флоризель, принц Богемии — участник премьеры в Большом театре[5][6]
- «Светлый ручей», хореография А. Ратманского — Классический танцовщик
- «Легенда о любви», хореография Ю. Григоровича — Друг Ферхада
- «Симфония до мажор[англ.]», хореография Дж. Баланчина — ведущая партия IV части (участник премьеры в Большом театре), ведущая партия III части, солист I и IV частей
- «Парижское веселье», хореография М. Бежара — Влюблённый и Друг Бима
- «Рубины[англ.]», хореография Дж. Баланчина — ведущая партия — дебют на сцене Квинслендского центра исполнительских искусств[англ.] во время гастролей ГАБТ

2020
- «Девятый вал», хореография Б. Ариаса (программа «Четыре персонажа в поисках сюжета») — партии в балете — участник мировой премьеры
- «Тишина», хореография М. Шекса (программа «Четыре персонажа в поисках сюжета») — солист — участник мировой премьеры
- «Дон Кихот», хореография М. Петипа, А. Горского во второй редакции А. Фадеечева — Тореадор
- «Спящая красавица», хореография М. Петипа, новая хореографическая редакция Ю. Григоровича — Голубая птица
- «Жизель», хореография А. Ратманского — Граф Альберт

2021
- «Орландо», хореография К. Шпука — Юноша из пролога, Кавалер Орландо и пять других партий в балете — участник мировой премьеры
- «Легенда о любви», хореография Ю. Григоровича — Ферхад
- «Орландо», хореография К. Шпука — Шелмердин / Елизавета I

2022
- «Сильфида», хореография А. Бурнонвиля, редакция Й. Кобборга — Джеймс

### Репертуар в Немецкой опере
2022
- «Спящая красавица», хореография М. Петипа в редакции М. Хайде — Принц Дезире
- «Жизель», хореография Ж. Коралли, Ж. Перро в редакции Патриса Барта — Граф Альберт
- «Лебединое озеро», хореография П. Барта — Принц Зигфрид

2023
- «Voices», хореография Д. Доусона — солист
- «Messa da Requiem», хореография К. Шпука — солист
- «Спящая красавица», хореография М. Петипа в редакции М. Хайде — Фея Карабос
- "Петрушка ", хореография М. Гёкке — Арап
- «Бовари», хореография К. Шпука — Родольф Буланже

2024
- «Approximate Sonata 2016», хореография У. Форсайта — солист
- «Blake Works I», хореография У. Форсайта — солист

### Репертуар на других сценах
2022
- «Лебединое озеро», хореография редакции Жоржа Тешейры с использованием фрагментов оригинальной хореографии М. Петипа — Зигфрид (Муниципальный театр, Рио-де-Жанейро; партнёрша — Клаудиа Мота)[7]

### Гастроли
2017
C труппой Большого театра, Главный театр в центре исполнительских искусств Бивако-холл в Оцу и концертный зал «Токио Бунка Кайкан» в Токио, Япония:
- Антуан Мистраль, «Пламя Парижа» (партнерша — Маргарита Шрайнер) — дебют

2018
C труппой Большого театра, Национальный центр исполнительских искусств, Пекин:
- Pas des esclaves, «Корсар» (партнерша — Маргарита Шрайнер)
- Антуан Мистраль, «Пламя Парижа» (партнерша — Антонина Чапкина)

C труппой Большого театра, Оперный театр Центра искусств Сеула, Сеул:
- Злой гений, «Лебединое озеро» (партнеры — Алёна Ковалёва и Якопо Тисси)

С труппой Большого театра, амфитеатр Аспенда в Аспендосе, Турция:
- па-де-де из балета «Талисман» (партнерша — Мария Виноградова)
- па-де-де из балета «Коппелия» (партнерша — Маргарита Шрайнер)

2019
C труппой Большого театра, Квинслендский центр исполнительских искусств в Брисбене, Австралия:
- Ведущий солист в «Изумрудах» (партнёрша Анастасия Денисова)
- Ведущий солист в «Рубинах» (партнёрша — Маргарита Шрайнер)
- Солист в «Бриллиантах»

C труппой Большого театра, Королевский театр Ковент-Гарден, Лондон:
- Злой гений, «Лебединое озеро» (партнеры — Анна Никулина и Семён Чудин)
- Базиль, «Дон Кихот» (партнёрша — Екатерина Крысанова)

2020
С труппой Большого театра, музей-заповедник «Херсонес Таврический», Севастополь:
- Тореро, «Кармен-сюита» (Кармен — Екатерина Крысанова)[14]

## Награды
- 2014 год — II премия (младшая группа) 5-го Международного юношеского конкурса классического танца Ю. Григоровича «Молодой балет мира» (Сочи).[15]
- 2015 год — I премия 2-го Всероссийского конкурса молодых исполнителей «Русский балет».[16][17]
- 2020 год — Номинация на Национальную театральную премию «Золотая маска» в категории «Лучшая мужская роль в балетном спектакле» за партию Флоризеля в спектакле «Зимняя сказка».[18]

## Фильмография
- 2019 — «Баядерка» — Золотой божок (спектакль ГАБТа, хореография М. Петипа в редакции Ю. Григоровича, дирижёр П. Сорокин; международная прямая трансляция компании Pathé Live).[19]